# 國父史蹟館
25°02′52″N 121°31′12″E / 25.047843°N 121.519970°E
國父史蹟館，原名梅屋敷，是位於臺灣臺北市中正區台北車站特定專用區逸仙公園的料亭建築，因1913年8月5日孫中山到臺灣時曾在此用膳與會見革命同志而作史蹟紀念，今列為臺北市歷史建築。

## 歷史

### 梅屋敷時期

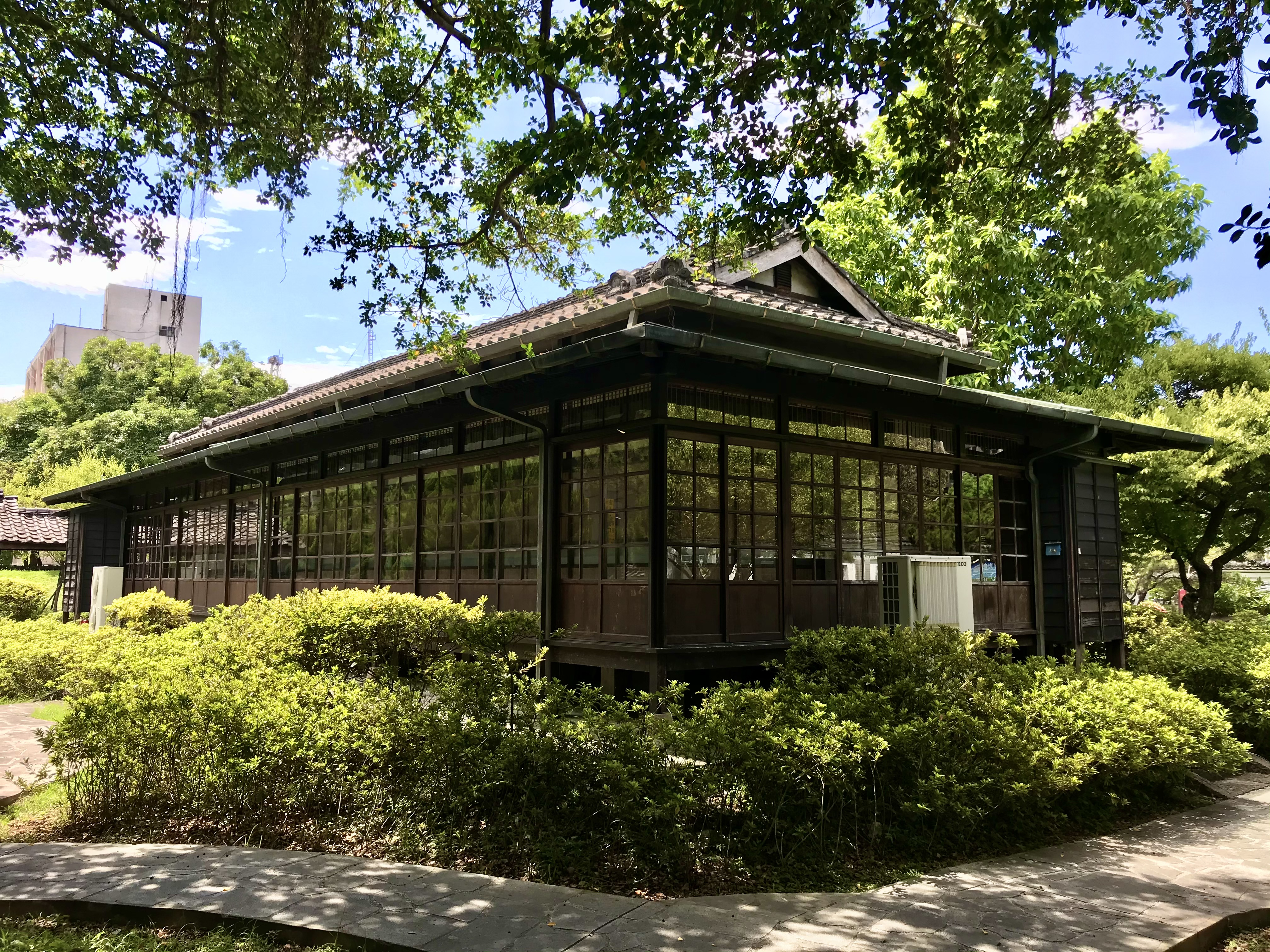
梅屋敷後側

梅屋敷是1900年由大和辰之助創設，過去地址為臺北市北門町19號。原有日式庭院廣達三千坪，面向敕使街道。名稱由來據店主大和宗吉與其弟藤井悟一所述，是當時父親由新竹縣山間採來百多株古梅移植於此，故稱「梅屋敷」。大和家與吾妻料亭藤井登美惠所屬的家族關係好，以致1905年梅屋敷獲得藤井家投資。依2017年中國國民黨黨史館主任邵銘煌考查文獻，孫文在吾妻料亭接受款待時，就書寫「博愛」和「同仁」贈予這兩家，推測時間為1900年。井出季和太《興味之臺灣史話》記載，孫文曾題匾額贈與吾妻料亭。
高松豐次郎在1907年的電影《台灣實況紹介》，把梅屋敷的高砂族藝妓表演列為臺灣廿景之一。汐止礦業大亨周再思在宅邸請客時，也會請派藝伎前來助興。一次，圓山動物園母象瑪小姐（マーちゃん）闖入梅屋敷，成了娛樂新聞。根據1936年10月號《臺灣婦人界》〈梅幸が學生と結ぶ狂戀繪卷〉的報導，梅屋敷的藝妓梅幸和某學生的戀愛事件，因造成風紀上的問題而引發議論。
1944年3月，日軍戰情吃緊，梅屋敷依臺灣總督府政令停止飲宴部，只留旅館部。

#### 1913年孫文前往

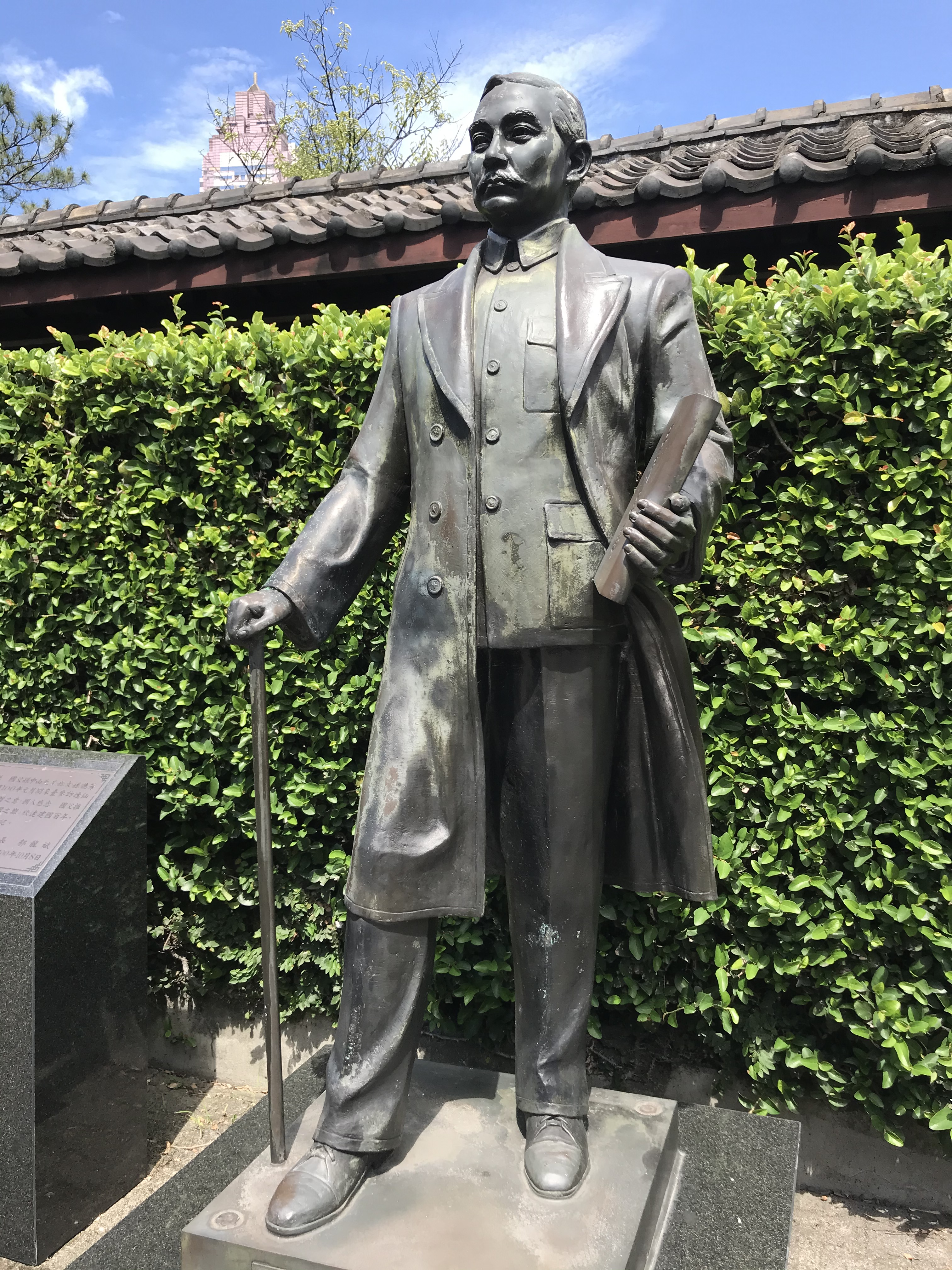
國父銅像

1913年8月2日，二次革命，孫文與胡漢民由上海乘德國輪船約克號南下，次日抵馬尾，此時廣東方面軍事已告失敗；福州日本領事館武官多賀宗之告知馬尾明天有日本輪船可駛向臺灣，並電告台灣總督府陸軍參謀長木下宇三郎照料。5日，孫文化名「王康賢」，與胡漢民等隨員搭乘撫順丸於上午6時抵達基隆，由台灣總督府派村田省藏隨行前往梅屋敷略事休息。孫文所待的房間約四十五坪，入母屋式屋頂配黑色理想瓦。大和宗吉特選十四歲的靜子（本名村上百惠）、十六歲的五郎（原名岡村吉江），侍奉孫文飲食。村上百惠對孫文的印象就只是靜靜吃飯。高松豐次郎與其助理也前來與孫文會面。由於日人嚴密監控並催促盡速離台，孫文在私會楊心如、翁俊明等少數幾位同志後，當日下午4時改乘信濃丸前往神戶。孫文抵日本內地後，由犬養毅、頭山滿款待。
對於孫文到1913年到臺灣次數與勾留時間，陳以益在1948年10月29日、30日刊登上海《時事新報》投稿的〈國父在臺灣〉，就說有為時甚暫、僅數小時、小住數日，感嘆無從詳考。
台灣抗日運動人物杜大排說曾於1913年3月和其他的革命志士，到海邊去迎接秘密來臺灣的孫文。另一抗日人物周赤牛又說1913年9月，孫文在梅屋敷時是他作保鑣三日、由羅福星作翻譯。周赤牛又講他與孫文見面前，之前是在臺灣入山集眾抗日，獲得花岡一郎和花岡二郎的部屬千餘人歸附，於竹南、大溪一帶和日軍游擊戰，後自己逃到廈門。抗日人物葉加車回憶1913年11月，孫文至今延平北路召集黨員舉行會議。
方豪依《國父年表》記載1913年2月21日孫文自上海赴日本後直到3月25日回來，研判該年2至3月間時也許會到臺灣。又據羅家倫主編《國父年譜初稿》、陳天錫著《戴季陶先生編年傳記》皆載1913年11月孫文從上海到臺北再轉赴日本，方豪結論是1913年孫文可能到臺灣有2到3月、8月、11月這三趟，但認為周赤牛所言與文獻、他人回憶都有出入，猜測可能是他太老而記憶有誤，建議應由主管機關詳加調查和訪問。

### 新生活賓館時期

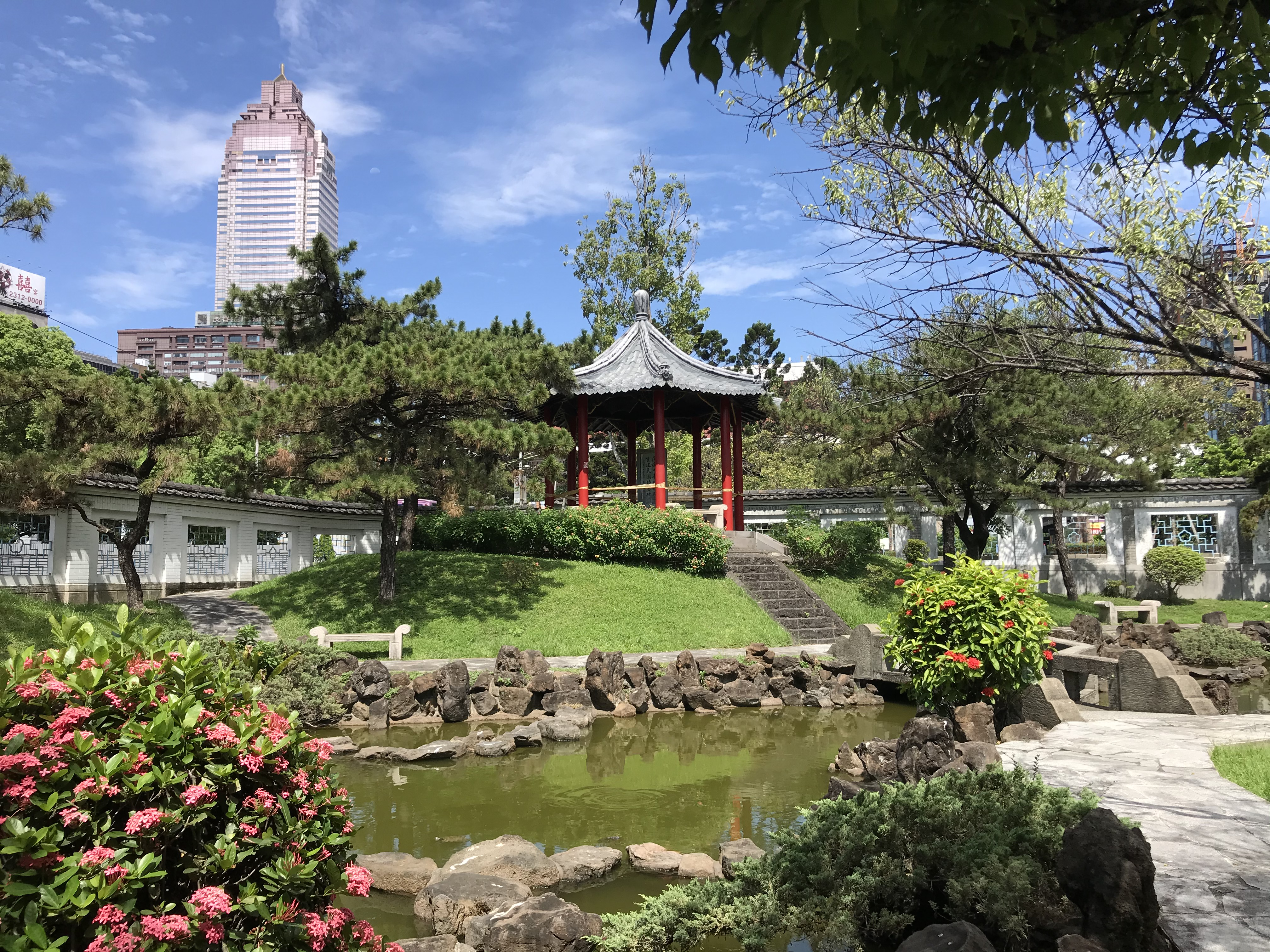
庭園

1945年日本戰敗後，臺北市執業律師陳逸松與國民政府軍事委員會調查統計局幹員張士德在梅屋敷見面，陳逸松被吩咐成立三民主義青年團中央直屬臺灣區團部，擔任臺北分團籌備處幹事兼主任，以迎接中華民國接收臺灣。梅屋敷建物由台灣省行政長官公署日產接收委員會秘書處接收，1946年4月以紀念國父史蹟為由移交中國國民黨臺灣省黨部使用，園地與設施成為國民黨黨產。
1946年5月1日，吳子瑜與中國國民黨台灣省黨部代表高拜石簽立五年租約，由吳子瑜出資舊台幣五十萬元經營修繕，並以舊台幣一萬元租作經營新生活賓館，另以舊台幣兩萬元捐獻國父史蹟紀念館費用，房屋修繕則由承租人自行負責。
蔣中正到臺灣後，因認為孫文待過的梅屋敷房間應作為國父史蹟紀念館，遂叫人去提前收回新生活賓館，到1951年租期滿後，才收回整建。之後，賓館曾有特種行業女子長期入住、也作為中國國民黨中央改造委員會招待華僑的場所。

#### 軟禁二二八事件慰問團
1947年二二八事件爆發後，3月11日，中央政府派遣何孝元、張邦傑、楊肇嘉、陳重光、張錫鈞、張維賢、張亮祖、陳碧笙、王麗明、黃木邑、林松模、林有泉、徐卓英、屠仰慈等人組成慰問團，從南京搭機來台北松山機場，以和平解決台灣人訴求，並宣告絕不以武力鎮壓台胞。之前3月10日，張邦傑、陳碧笙、楊肇嘉、王麗明、林松模就等召開記者會，表示臺灣省行政長官陳儀應對六百萬台胞負完全的責任，要求取消臺灣省行政長官公署制度、撤換陳儀。
慰問團下塌在臺灣省行政長官公署對面的新生活賓館。因客滿，吳子瑜特地開放曾是孫文使用過的房間給他們。陳儀派大批憲兵和便衣密探包圍新生活賓館，不准慰問團與外人接觸。3月12日，國父逝世紀念日一早，台灣警備司令柯遠芬前來宣布3月20日以前，完全可以用武力鎮壓臺灣民眾。被強迫當日回南京的隨行記者原先對這次行程樂觀，將此次所見撰文下筆批判陳儀作為，感嘆無法和平收場。

### 國父史蹟紀念館時期

#### 遷移之前

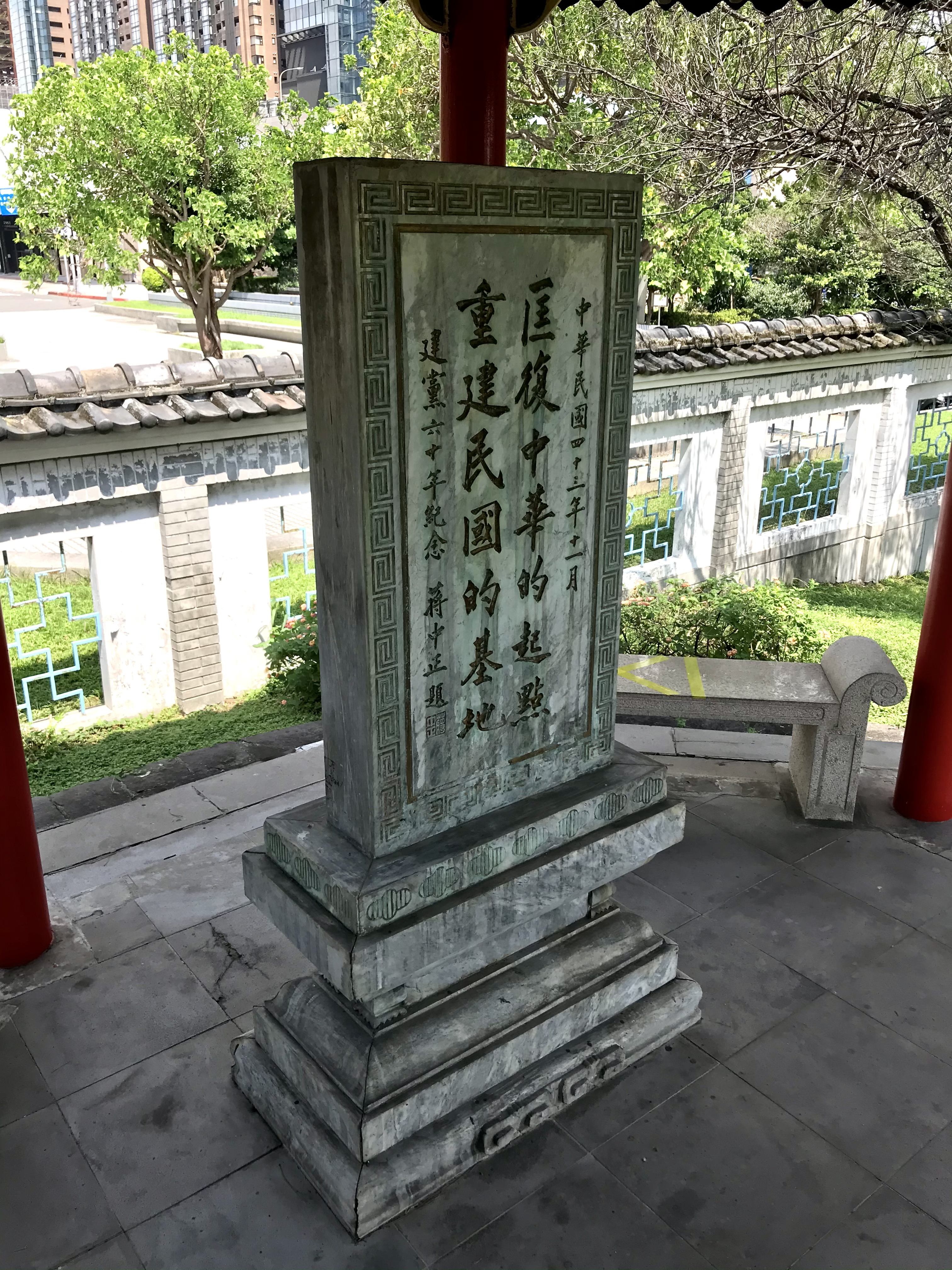
國父史蹟紀念館碑

1953年11月12日早上9點，由中國國民黨中央黨史史料編纂委員會籌設的國父史蹟紀念館開幕，黨史會主任委員羅家倫主持開幕典禮；同日下午開放民眾參觀。羅家倫還題了「國父紀念館基石」，鑲在作為張老師之家的建物牆角。國父史蹟紀念館轉由中國青年服務社代管，並在前方興建鄒容堂作為教室。
中國國民黨中央黨史史料編纂委員會於園中立大理石碑，面鐫孫文手書「博愛」二字，碑文係吳稚暉所纂，碑身有張繼所作〈國父行館記〉。1954年11月12日上午11時，由副總統陳誠主持，為這座由蔣中正親筆所書「匡復中華的起點，重建民國的基地」十四字的紀念碑揭幕。
由於國父史蹟紀念館，敕使街道改名「中山北路」。此條道路為蔣中正從士林官邸前往總統府每天必經之地的特勤路線，為避免總統車隊等火車影響安全等顧慮，1954年臺灣省公路局在國父史蹟紀念館旁興建臺北市第一座預力混凝土陸橋「復興橋」，遮蔽該館景觀。一旁的商舖房東還致函國民黨，說能否依國父的漲價歸公給予房價下跌的補償。
國父遺教研究會在此舉行活動，黃昌穀、李宗黃都曾參加。
1976年11月25日，大和宗吉的遺族大和二郎將孫文當初所贈的「博愛」橫幅呈獻給中國國民黨中央委員會保存。

#### 遷移重組
原先國民黨想拆國父史蹟紀念館，以建一所十二層大廈，留一層展出國父遺物，被黃季陸強烈反對。1981年，交通部臺北市區地下鐵路工程籌備處來函，說為鐵路地下化工程，將開闢北平路，拆除靠路旁三分之一的房舍，國父史蹟館也包括在內。同年5月3日，孫文二孫孫治強籲請政府有關機關希望能保存這處所。1982年4月7日，臺北市議員林正和徐明德對該館要拆遷之事發表質詢。經協調，1985年末開始拆存舊料，由中華顧問工程司規畫，將按原形狀、同材質、同面積、同顏色往北復建。原先1355平方公尺的公園段二之五地號土地，是1960年從國有轉成國民黨台灣省黨部，於1988年開闢成北平西路後，需以新台幣四億多元給國民黨作補償；但臺北市政府財政有困難，改列民國八十八年下半年和八十九年度預算給付。

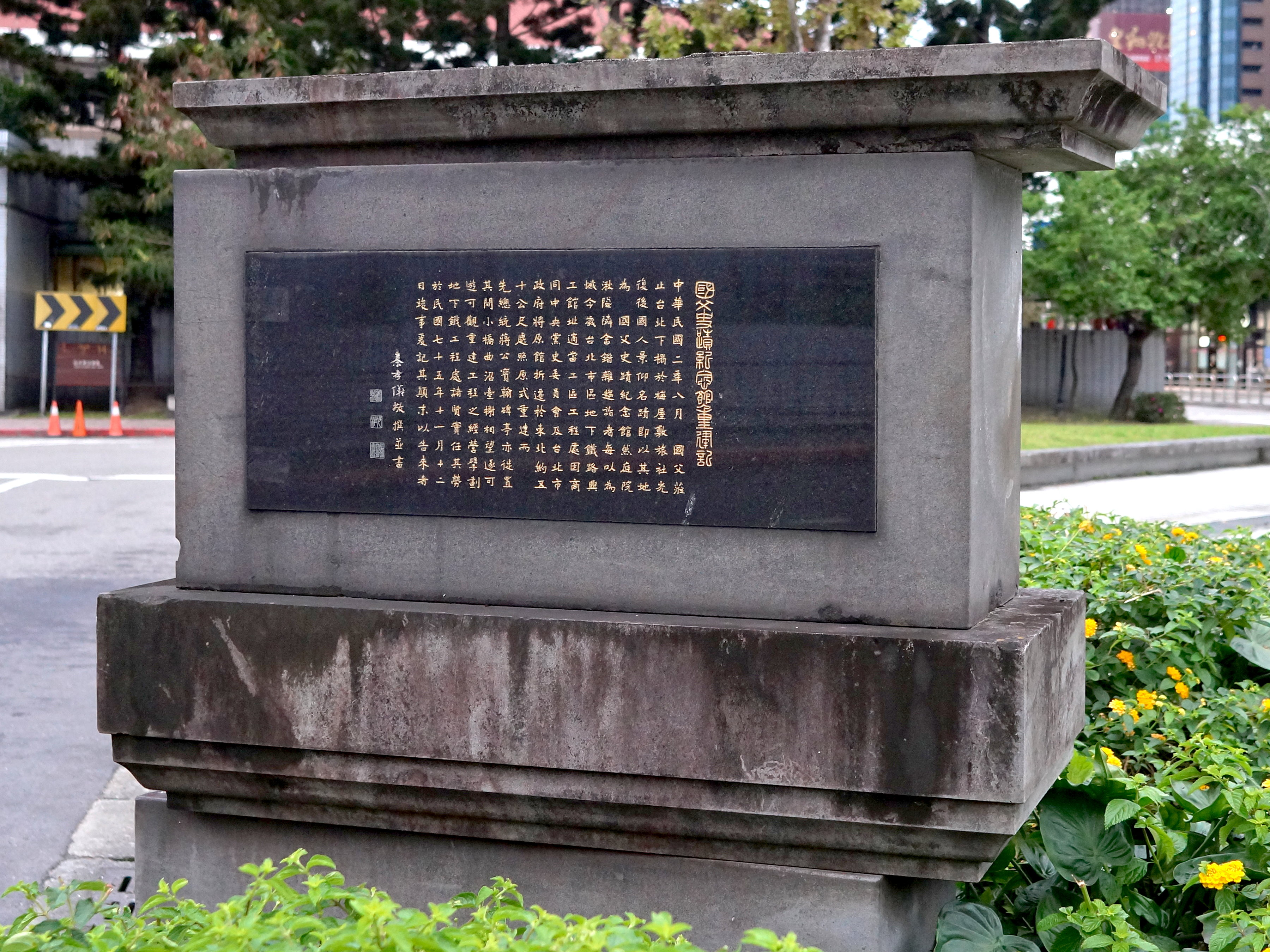
重建碑

1987年3月10日，國父史蹟紀念館重建落成典禮由中國國民黨祕書長馬樹禮、交通部部長連戰、黨史會主任委員秦孝儀、台北市市長許水德、孫文長孫孫治平共同剪綵，各界人士約兩百多人到場觀禮。12日下午2點，台北市政府工務局公園路燈工程管理處以「逸仙公園」之名對外開放參觀。逸仙公園開放時間為早上9點至下午5點，例假日、國定假日照常開放。
國父史蹟紀念館從原址往東北方遷50公尺後，園地占地約1000坪。門口新增高5.4公尺的中式牌樓，嵌上蔣中正親筆所題「國父史蹟紀念館」匾額。園內石道兩側園區遍植杜鵑花等花卉，迴廊、碑亭、假山曲橋、加植葫蘆竹、黑松、龍柏等長青樹木，以及六十多株勁梅，均為秦孝儀所設計的中國庭園。遷移開放後的第一個植樹節，總統府祕書長沈昌煥代表總統蔣經國手植高5公尺的龍柏一株。房子以推拉門隔成東西兩個房間，分別陳列國父史料，與重現當年孫文下榻梅屋敷時的樣貌。正廳展示孫文在舊金山創辦《少年中國晨報》的桌椅。兩面牆壁則懸掛孫文首次到臺灣在長沙街投宿的民宅圖片，以及陳少白、楊心如等興中會革命夥伴肖像。

### 收回國有
原先台北車站特定區的整體聯合開發案，國父史蹟紀念館土地以公共設施用地方式辦理徵收；1990年8月10日上午，黃大洲市府以避免差別待遇為由，改併入徵收價格較高的整體聯合開發案。1995年3月，陳水扁市府以新台幣六億五千萬元向國民黨徵收國父史蹟紀念館，正式收回國有。2000年6月，國立台灣師範大學三民主義研究所教授黃城、國防管理學院政治學系教授盧國慶、國立台北科技大學教授吳耀庭等九位學者曾共同連署，希望國父史蹟紀念館由國立國父紀念館統一管理。
國父史蹟紀念館是經拆遷再仿原貌搭造，使它無法列入古蹟。2002年1月9日，臺北市政府文化局局長龍應台赴國父史蹟紀念館勘查。2007年8月29日，臺北市文化資產審議委員會通過將建築更名「國父史蹟館」，後登錄為臺北市歷史建築。2007年10月17日，臺北市政府文化局公告，國父史蹟館登錄為臺北市歷史建築。
2011年10月8日，孫文孫女孫穗芳所贈的孫中山銅像揭幕，臺北市市長郝龍斌及孫穗芳等人出席。

## 外部連結
- 國父史蹟館|文化資產複合查詢|文化部文化資產局--國家文化資產網 （页面存档备份，存于）